# Neal Walk
Neal Eugene Walk (Cleveland, Ohio, 29 de julio de 1948-Phoenix, Arizona, 4 de octubre de 2015) fue un baloncestista estadounidense que jugó ocho temporadas en la NBA, una más en la Liga Italiana y otras tres en la liga israelí. Con 2,08 metros de altura, lo hacía en la posición de pívot.

## Trayectoria deportiva

### Universidad
Jugó durante tres temporadas con los Gators de la Universidad de Florida, en las que promedió 20,8 puntos y 15,1 rebotes por partido. En 1968 lideró al país en rebotes, capturando 19,8 por partido. Fue elegido en sus tres temporadas en el mejor quinteto de la Southeastern Conference, incluido además en el segundo quinteto All-American en 1968 y en el tercero en el 1969.

### Profesional
Fue elegido en la segunda posición del Draft de la NBA de 1969 por Phoenix Suns, tras una moneda lanzada al aire que dio la posibilidad a Milwaukee Bucks de elegir en primer lugar, haciéndose con uno de los mejores jugadores de todos los tiempos, Lew Alcindor, al que años más tarde se le conocería como Kareem Abdul Jabbar. Tras una primera temporada irregular, Walk se hizo con el puesto de titular al año siguiente, alcanzando su mayor rendimiento en la temporada 1972-73, promediando 20,2 puntos y 12,4 rebotes por partido, que le situaron como noveno mayor reboteador de la liga.
Tuvo la mala suerte de jugar en una época repleta de grandes pívots, como Wilt Chamberlain, Kareem, Willis Reed, Bob Lanier, Dave Cowens, Walt Bellamy, Bill Walton, Wes Unseld o Elvin Hayes, de los que presumía haberlos defendido a todos. En la temporada 1974-75 fue traspasado a New Orleans Jazz junto con una futura ronda del draft a cambio de tres jugadores mediocres: Dennis Awtrey,  Nate Hawthorne y Curtis Perry, algo que Jerry Colangelo, propietario de los Suns, calificó como el mejor traspaso que podíamos haber consumado. Pero ambas partes salieron perjudicadas: en los Suns, tan sólo Perry estuvo a la altura, mientras que Walk bajó su aportación a la mitad, promediando 9,9 puntos y 7,1 rebotes por partido, antes de ser traspasado a New York Knicks a mitad de temporada, junto con Jim Barnett, a cambio de Henry Bibby y una futura primera ronda del draft.
En los Knicks asumió el papel de reserva de Spencer Haywood, jugando sus dos últimas temporadas en la NBA. En 1977 decide aceptar la oferta del equipo italiano del Canon Venezia, donde en su única temporada promedió 13,5 puntos y 7,3 rebotes por partido. Su carrera profesional acabaría en el Hapoel Ramat Gan de Israel, donde jugaría tres temporadas y se rencontraría con sus raíces judías. En el total de su carrera en la NBA promedió 12,6 puntos y 7,7 rebotes por partido.

## Estadísticas de su carrera en la NBA

### Temporada regular
| Temporada | Edad | Equipo           | Liga | P   | TIT | MIN  | TC  | TCA  | %TC  | 3P | 3PA | %3P | TL  | TLA | %TL  | R.OF. | R.DEF. | REB  | ASIS | ROB | TAP | PER | FP  | PTS  |
| 1969-70   | 21   | Phoenix Suns     | NBA  | 82  |     | 17.0 | 3.1 | 6.7  | .470 |    |     |     | 1.9 | 3.0 | .640 |       |        | 5.5  | 1.0  |     |     |     | 2.7 | 8.2  |
| 1970-71   | 22   | Phoenix Suns     | NBA  | 82  |     | 24.8 | 5.2 | 11.5 | .451 |    |     |     | 2.5 | 3.3 | .765 |       |        | 8.2  | 1.4  |     |     |     | 3.4 | 12.9 |
| 1971-72   | 23   | Phoenix Suns     | NBA  | 81  |     | 26.4 | 6.2 | 13.0 | .479 |    |     |     | 3.2 | 4.2 | .744 |       |        | 8.2  | 1.9  |     |     |     | 3.6 | 15.7 |
| 1972-73   | 24   | Phoenix Suns     | NBA  | 81  |     | 38.4 | 8.4 | 18.0 | .466 |    |     |     | 3.4 | 4.4 | .786 |       |        | 12.4 | 3.5  |     |     |     | 4.0 | 20.2 |
| 1973-74   | 25   | Phoenix Suns     | NBA  | 82  |     | 31.1 | 7.0 | 15.2 | .460 |    |     |     | 2.9 | 3.6 | .791 | 2.9   | 7.3    | 10.2 | 4.0  | 0.9 | 0.7 |     | 3.1 | 16.8 |
| 1974-75   | 26   | TOTAL            | NBA  | 67  |     | 16.8 | 3.0 | 7.1  | .419 |    |     |     | 1.3 | 1.6 | .819 | 1.4   | 3.7    | 5.1  | 1.8  | 0.6 | 0.3 |     | 2.6 | 7.2  |
| 1974-75   | 26   | New Orleans Jazz | NBA  | 37  |     | 23.0 | 4.1 | 9.7  | .422 |    |     |     | 1.7 | 2.2 | .800 | 2.0   | 5.1    | 7.1  | 2.7  | 0.8 | 0.5 |     | 3.3 | 9.9  |
| 1974-75   | 26   | New York Knicks  | NBA  | 30  |     | 9.1  | 1.6 | 3.8  | .409 |    |     |     | 0.7 | 0.8 | .880 | 0.6   | 2.0    | 2.6  | 0.7  | 0.2 | 0.1 |     | 1.8 | 3.9  |
| 1975-76   | 27   | New York Knicks  | NBA  | 82  |     | 16.3 | 3.2 | 7.4  | .432 |    |     |     | 1.0 | 1.2 | .798 | 1.2   | 3.5    | 4.7  | 1.5  | 0.3 | 0.3 |     | 2.5 | 7.4  |
| 1976-77   | 28   | New York Knicks  | NBA  | 11  |     | 12.3 | 2.5 | 5.2  | .491 |    |     |     | 0.5 | 0.6 | .857 | 0.5   | 2.0    | 2.5  | 0.5  | 0.4 | 0.3 |     | 2.0 | 5.6  |
| Total     |      |                  | NBA  | 568 |     | 24.4 | 5.2 | 11.2 | .459 |    |     |     | 2.3 | 3.0 | .758 | 1.8   | 4.8    | 7.7  | 2.1  | 0.6 | 0.4 |     | 3.1 | 12.6 |

### Playoffs
| Temporada | Edad | Equipo          | Liga | P | MIN | TCA | TC | 3PA | 3P | TLA | TL | R.OF. | REB | ASIS | ROB | TAP | PER | FP | PTS | %TC  | %3P | %FT  | MIN  | PTS | REB | AST |
| 1969-70   | 21   | Phoenix Suns    | NBA  | 5 | 63  | 17  | 43 |     |    | 6   | 8  |       | 35  | 2    |     |     |     | 13 | 40  | .395 |     | .750 | 12.6 | 8.0 | 7.0 | 0.4 |
| 1974-75   | 26   | New York Knicks | NBA  | 3 | 39  | 5   | 10 |     |    | 0   | 0  | 0     | 5   | 2    | 1   | 2   |     | 4  | 10  | .500 |     |      | 13.0 | 3.3 | 1.7 | 0.7 |
| Total     |      |                 | NBA  | 8 | 102 | 22  | 53 |     |    | 6   | 8  | 0     | 40  | 4    | 1   | 2   |     | 17 | 50  | .415 |     | .750 | 12.8 | 6.3 | 5.0 | 0.5 |

## Vida posterior
En la primavera de 1987, al ir a levantarse de la cama una mañana, descubrió que no pedía mover las piernas. Los médicos le descubrieron un tumor en la espina dorsal, que le dejó postrado en una silla de ruedas. Al año siguiente aceptó un puesto en el departamento de relaciones con la comunidad de los Phoenix Suns, su antiguo equipo.